# Fallout: Brotherhood of Steel
Fallout: Brotherhood of Steel (укр. Радіоактивні опади: Братство Сталі) — відеогра у жанрі рольовий бойовик, розроблена та видана Interplay Entertainment, а в Європі розповсюджується Avalon Interactive для Xbox та PlayStation 2. Випущена 13 січня 2004 року, Fallout: Brotherhood of Steel стала четвертою відеогрою у всесвіті Fallout. Вона також була першою, створеною для консолей, і останньою, створеною під час першого запуску серії Interplay, до того, як права на неї перейшли до Bethesda Softworks. Гра розповідає про пригоди посвяченого у вигадане Братство Сталі, войовничу квазірелігійну організацію, яка прийшла до влади в постапокаліптичному світі.

## Ігролад
Ігровий процес Brotherhood of Steel значно відрізняється від інших ігор серії Fallout. Ігровий процес є лінійним, а не відкритим світом. Замість того, щоб вільно подорожувати широким світом, повним місць і подій, як в інших іграх серії Fallout, гравець обмежений однією локацією за раз. Раніше відвідані локації не можуть бути відвідані знову, а нові локації можуть бути відкриті лише шляхом просування сюжету. У Brotherhood of Steel є 50 окремих зон різного розміру.
Brotherhood of Steel використовує більшість механік, що й інші ігри серії Fallout, зокрема систему розподілу атрибутів «SPECIAL» (абревіатура англійських слів Strength, Perception, Endurance, Charisma, Intelligence, Agility, Luck (укр. Сила, Сприйняття, Витривалість, Харизма, Інтелект, Спритність, Удача). Цим семи атрибутам присвоюються числові значення, і вони керують більшістю взаємодій у грі. Однак, на відміну від інших ігор серії Fallout, ці значення є постійними для кожного персонажа, а не змінюваними.

### Ігрові персонажі
Гравець обирає одного з шести персонажів, якими можна керувати як комп'ютером. У грі немає режиму вечірок, але доступний кооперативний режим. Останні три персонажі у списку можна розблокувати. Гравець зустрічає їх по ходу сюжету, і вони стають доступними для керування лише після проходження певних розділів гри.
- Сайрус виріс, відбиваючись від нападників у громаді племінних фермерів. Коли громада була спустошена армією супермутантів, він блукав постапокаліптичними пустками. Згодом він почув про протистояння Братства Сталі армії мутантів і вирішив приєднатися до них. Він може використовувати важку зброю і маневрувати з нею краще, ніж інші персонажі гри. Однак він не може бігти під час стрільби.

- Каїн народився людиною, але став гулем після радіаційного отруєння, спричиненого апокаліпсисом. Він контролював Місто мертвих, Некрополь, доки його не знищила армія супермутантів. Каїн приєднався до Братства Сталі, щоб помститися за своє місто. Він може використовувати будь-яку важку зброю, але не може бігти, стріляючи з неї. На відміну від Сайруса, він також може використовувати подвійні пістолети.

- Надя виросла сиротою в зруйнованому міському районі, крала, щоб прогодуватися й одягнутися. Вона — архетипічний негідник, який покладається на хитрість і легкі руки, щоб вижити. Вона дізналася про Братство Сталі одного дня, коли вони прийшли до її міста, роздаючи їжу та прибираючи за мешканцями. Незабаром після цього вона приєдналася до Братства. Вона вміє користуватися двома пістолетами і може бігати під час стрільби, але їй бракує вміння користуватися важкою зброєю.

- Петті була лідером тих, хто вижив у районі Саду. Після того, як гравець б'ється з лідером армії супермутантів, вона надає їм медичну допомогу. Потім вона організувала втечу своїх людей до пусток, але сама залишилася, щоб знищити дослідження Vault-Tec, пожертвувавши при цьому собою. Як ігровий персонаж, вона найбільш схожа на Надю в тому, що може використовувати подвійну зброю, але не важку.

- Ромбус був Паладином, який очолював сепаратистську фракцію Братства Сталі. Ця фракція вистежувала армію супермутантів і вступала з ними в безпосередні бойові дії. Він був захоплений армією і підданий тортурам, але згодом був врятований гравцем, але незабаром після цього був поранений терористом-смертником. Його подальша доля невідома, але вважається, що він загинув. Як ігровий персонаж, він найбільш схожий на Сайруса, але має можливість використовувати всі типи зброї, окрім двосічної.

- Мешканець Сховища — головний герой оригінальної гри Fallout. Це потужний персонаж, якого можна вибрати, лише розпочавши нову гру після завершення глави, в якій гравець зустрічає його. Він має можливість використовувати всі види зброї.

## Сюжет
Безпосередньо перед початком Brotherhood of Steel троє ігрових персонажів (Каїн, Сайрус і Надя) приєдналися до Братства як нові Посвячені. Після вибору персонажа (далі — Посвячений) гра починається з того, що Посвячений шукає зниклих Паладинів у сусідньому місті Карбон. Невелике розслідування приводить Посвяченого до мера міста, який вимагає знищити лігво радскорпіонів, перш ніж він розкриє будь-яку інформацію. Крім того, Посвячений завойовує довіру торговця Джессі та міського лікаря Відайї. Після перемоги над радскорпіонами мер повідомляє Посвяченому напрямок, в якому востаннє були помічені Паладини. Посвячений вирушає в кратер біля міста, щоб знайти Паладинів. На жаль, незабаром мер виявляється підступною людиною і намагається вбити Посвяченого за допомогою вибухівки. Однак йому вдається лише спричинити обвал і вбити себе. Заблокований скелями, Посвячений повертається до Карбону, але застає його розграбованим нападниками, яких треба перемогти. Мешканці міста сховалися на складі, поки Посвячений рятує інших, хто не встиг туди потрапити. Коли це зроблено, виявляється, що лігвом рейдерів є колишній металургійний завод, що знаходиться неподалік. Посвячений (з деякою допомогою Джессі з інвентарем) заходить і перемагає Матір-розбійницю. Перебуваючи тут, Посвячений зустрічається з Мешканцем Сховища (протагоністом з оригінальної гри) і отримує вказівку шукати Паладина Ромбуса в місті гулів Лос.
Посвячені вирушають до міста Лос, де зустрічаються з Гарольдом і багатьма гулями. Паладини з сепаратистської фракції Братства утворили культ, відомий як Церква Загублених. Лідер сепаратистської фракції, Ромбус, супроводжує Посвяченого у пошуках вбивства Блейка, лідера культу. Посвячені пересуваються містом Лос, вбиваючи мутантів, які переслідують Блейка, і зустрічаються з братами-гулями, які є конкуруючими торговцями. По дорозі Ромбус потрапляє в полон, і Посвячений звільняє його, вбивши Блейка. Посвячені знаходять на тілі лідера культу ключ. Однак, поспішаючи втекти, Ромбус отримує смертельне поранення від гулів-камікадзе, і Посвяченим доводиться йти далі без нього. Розвідуючи місто, Посвячений дізнається про сховище, що знаходиться неподалік, яке може утримувати армія супермутантів під керівництвом Аттіса.
Посвячений йде до сховища, але його знаходить генерал-мутант Аттіс. Після короткої сутички Аттіс відрубує Посвяченому ліву руку і кидає його в руїнах сховища. Залишеного помирати, Посвяченого через деякий час знаходять і рятують. Після того, як до нього повернулася ліва рука, Посвячений допомагає мешканцям сховища евакуюватися. Початківець проникає вглиб комп'ютерного ядра сховища, щоб відкрити канали змінного струму AUX, щоб мешканці могли втекти. Посвячений повертається в Руїни, щоб знайти ключ від лабораторії, який допоможе знайти Аттіса. Отримавши ключ, Посвячений дізнається, що армія супермутантів знайшла район Саду, де ховалися мешканці, і почала їх вбивати. Один з мешканців жертвує собою, щоб дати мешканцям час на втечу. Зачистивши Сад від мутантів, Посвячений спускається до Лабораторії. Аттіс пішов туди, щоб знайти своєрідні «ліки», адже через ВПЕ (вірус примусової еволюції) мутанти безплідні. Поки Посвячені шукали Аттіса, Петті пішла за ним і потрапила в полон, коли Аттіс вибухнув. Під час кульмінаційної битви Петті потрапляє в полон до згустку, і він починає поглинати її зсередини. Посвячений, перш ніж його спіймав Аттіс, встигає запустити процедуру самознищення сховища і швидко вбиває Петті з милосердя, перш ніж втекти від подальшого знищення через монорельсову дорогу.

## Розробка
Interplay створила Brotherhood of Steel на ігровому рушію Snowblind, який раніше використовувався в консольних іграх Baldur's Gate: Dark Alliance та онлайн-грі для PS2 Champions of Norrath. Підтримуються формати Dolby Digital та 480p. Саундтрек містить інструментальні композиції різних хеві-метал гуртів, таких як Slipknot та Killswitch Engage.

## Сприйняття
Brotherhood of Steel має змішані відгуки згідно з агрегатором рецензій Metacritic. Вона отримала 7,3/10 від GameSpot та 7,5/10 від IGN, та лише 3/10 від Eurogamer. Деякі загальні теми серед цих оглядів — критика за кількість лайки («Brotherhood of Steel обмінює вісцеральне відчуття Fallout на велику кількість слів з трьох літер». -IGN) і повторюваний геймплей («повторювані затягнуті лабіринтові рівні не роблять грі жодної послуги» -Eurogamer). Відзначаючи «безперервну» ненормативну лексику та «дуже повторюваний» геймплей, GameSpot все ж визнав гру «цікавою, щоб пограти», хоч й не надто.

## Продовження
Для Fallout: Brotherhood of Steel було заплановано продовження. Як і попередня частина, гра мала б використовувати рушій Dark Alliance Engine, і, як і інші ігри серії Fallout, вона мала б використовувати систему репутації, тільки простішу. У грі було б чотирнадцять нових видів зброї та десять нових ворогів. Залежно від того, чи гравець добрий, чи злий, гра проходилася б по-різному. Кожен з чотирьох персонажів, якими можна було б грати, мав би свій стиль ведення бою, тому щоразу, коли гравець проходив би гру, він отримував би різний досвід. У грі була б кооперативна гра для двох гравців, щоб гравці могли проходити гру зі своїми друзями. Dark Alliance Engine був би доопрацьований, а досвід гравця був би вдосконалений. У гру була б додана абсолютно нова система скрадання. Ця система дозволила б гравцям непомітно переслідувати ворогів або використовувати проти них снайперську гвинтівку. Для персонажів, які не могли використовувати снайперську гвинтівку, Interplay додала режим турелі, що дозволяє цим персонажам використовувати турелі.
Спочатку запланований на четвертий квартал 2004 року, сиквел був скасований через погані продажі першої гри. Розробка гри розпочалася ще до завершення оригіналу, і її розробка стала причиною скасування Fallout 3 від Black Isle Studios.